# Сочинский национальный парк
Сочинский национальный парк образован Постановлением Совета министров РСФСР № 214 от 5 мая 1983 года в целях сохранения уникальных природных комплексов Черноморского побережья Кавказа, использования их в природоохранных, рекреационных, просветительных и научных целях.

## История
Сочинский национальный парк стал одним из первых национальных парков России.
С 2009 года в Центре восстановления леопарда на Кавказе имени У.А. Семенова на территории национального парка реализуется программа по восстановлению популяции переднеазиатского леопарда в дикой среде. В 2013 в парке впервые в России в неволе у пары леопардов появилось потомство, всего родилось 28 котят. На 2023 год из центра восстановления леопарда в естественную среду обитания выпущено уже 15 особей.
| Тема 1. Научные основы сохранения природно-территориального комплекса и полноты биоразнообразия Сочинского национального парка и перспективных для создания (расширения) ООПТ территорий российского Кавказа |
| Тема 2. Мониторинг ПТК Сочинского национального парка и перспективных для создания (расширения) ООПТ территорий российского Кавказа                                                                          |
| Тема 3. Сохранение и пополнение коллекционных фондов растений парков «Дендрарий» |

## География
Национальный парк расположен на территории Большого Сочи: от границ с Туапсинским районом, между устьями рек Шепси и Магри на северо-западе до границ с Абхазией на юго-востоке и от побережья Чёрного моря до водораздельной линии Главного Кавказского хребта . Большую часть территории парка занимают горы, разделённые речными долинами. Предгорная зона занимает узкую полоску вдоль Чёрного моря.
По территории парка протекают около 40 рек и ручьёв Черноморского бассейна. Климат территории субтропический. 

## Фауна
| Виды, включённые в Красную книгу РФ | Виды, включённые в Красную книгу РФ | Виды, включённые в Красную книгу РФ |
| Название                            |                                     | Научное название                    |
| ----------------------------------- | ----------------------------------- | ----------------------------------- |
| Беспозвоночные                      |                                     |                                     |
| Альпийский усач                     | 1                                   | Rosalia alpina                      |
| Венгерская жужелица                 | 2                                   | Carabus hungaricus                  |
| Двупятнистый афодий                 | 3                                   | Aphodius bimaculatus                |
| Дозорщик-император                  | 4                                   | Anax imperator                      |
| Железняк                            | 5                                   | Aporrectodea dubiosa                |
| Жужелица Константинова              | 6                                   | Carabus constantinovi               |
| Жужелица Мирошникова                | 7                                   | Carabus miroshnikovi                |
| Жук олень                           | 8                                   | Lucanus cervus                      |
| Закавказская эйзения                | 9                                   | Eisenia transcaucasica              |
| Зубчатогрудый дровосек              | 10                                  | Rhesus serricollis                  |
| Кавказская жужелица                 | 11                                  | Carabus caucasicus                  |
| Кавказский дровосек                 | 12                                  | Xylosteus caucasicola               |
| Красивая бронзовка                  | 13                                  | Potosia speciosa                    |
| Крупный парнопес                    | 14                                  | Parnopes grandior                   |
| Мнемозина                           | 15                                  | Parnassius mnemosyne                |
| Обыкновенный аполлон                | 16                                  | Parnassius apollo                   |
| Паразитический оруссус              | 17                                  | Orussus abietinus                   |
| Пахучий красотел                    | 18                                  | Calosoma sycophanta                 |
| Плероневра Даля                     | 19                                  | Pleroneura dahli                    |
| Пчела-плотник                       | 20                                  | Xylocopa valga                      |
| Узлоусый дровосек                   | 21                                  | Cerambyx nodulosus                  |
| Круглоротые                         |                                     |                                     |
| Украинская минога                   | 1                                   | Eudontomyzon mariae                 |
| Рыбы                                |                                     |                                     |
| Азово-черноморская шемая            | 1                                   | Chalcalburnus chalcoides mento      |
| Кумжа                               | 2                                   | Salmo trutta                        |
| Земноводные                         |                                     |                                     |
| Кавказская жаба                     | 1                                   | Bufo verrucosissimus                |
| Кавказская крестовка                | 2                                   | Pelodytes caucasicus                |
| Малоазиатский тритон                | 3                                   | Triturus vittatus                   |
| Тритон Ланца                        | 4                                   | Triturus lantzi                     |
| Тритон Карелина                     | 5                                   | Triturus karelinii                  |
| Пресмыкающиеся                      |                                     |                                     |
| Гадюка Динника                      | 1                                   | Vipera dinniki                      |
| Гадюка Казнакова                    | 2                                   | Vipera kaznakovi                    |
| Средиземноморская черепаха          | 3                                   | Testudo graeca                      |
| Эскулапов полоз                     | 4                                   | Elaphe longissima                   |
| Птицы                               |                                     |                                     |
| Белоголовый сип                     | 1                                   | Gyps fulvus                         |
| Беркут                              | 2                                   | Aquila chrysaetos                   |
| Бородач                             | 3                                   | Gypaetus barbatus                   |
| Змееяд                              | 4                                   | Circaetus gallicus                  |
| Кавказский тетерев                  | 5                                   | Lyrurus mlokosiewiczi               |
| Красный коршун                      | 6                                   | Milvus milvus                       |
| Малый подорлик                      | 7                                   | Aquila pomarina                     |
| Орлан-белохвост                     | 8                                   | Haliaeetus albicilla                |
| Сапсан                              | 9                                   | Falco peregrinus                    |
| Скопа                               | 10                                  | Pandion haliaetus                   |
| Черный аист                         | 11                                  | Ciconia nigra                       |
| Черный гриф                         | 12                                  | Aegypius monachus                   |
| Млекопитающие                       |                                     |                                     |
| Большой подковонос                  | 1                                   | Rhinolophus ferrumequinum           |
| Гигантская вечерница                | 2                                   | Nyctalus lasiopterus                |
| Зубр                                | 3                                   | Bison bonasus                       |
| Кавказская выдра                    | 4                                   | Lutra lutra meridionalis            |
| Кавказская лесная кошка             | 5                                   | Felis silvestris caucasica          |
| Леопард                             | 6                                   | Panthera pardus                     |
| Малый подковонос                    | 7                                   | Rhinolophus hipposideros            |
| Обыкновенный длиннокрыл             | 8                                   | Miniopterus schreibersi             |
| Остроухая ночница                   | 9                                   | Myotis blythi                       |
| Подковонос Мегели                   | 10                                  | Rhinolophus mehelyi                 |
| Трёхцветная ночница                 | 11                                  | Myotis emarginatus                  |

## Флора
| Виды, включённые в Красную книгу РФ     | Виды, включённые в Красную книгу РФ   |
| Название                                | Научное название                      |
| --------------------------------------- | ------------------------------------- |
| Голосеменные                            |                                       |
| Тис ягодный                             | Taxus baccata                         |
| Покрытосеменные                         |                                       |
| Анакамптис пирамидальный                | Anacamptis pyramidalis                |
| Безвременник великолепный               | Colchicum speciosum                   |
| Безвременник теневой                    | Colchicum umbrosum                    |
| Горянка колхидская                      | Epimedium colchicum                   |
| Диоскорея кавказская                    | Dioscorea caucasica                   |
| Дрок сванетский                         | Genista suanica                       |
| Иглица колхидская                       | Ruscus colchicus                      |
| Инжир обыкновенный                      | Ficus carica                          |
| Кандык кавказский                       | Erythronium caucasicum                |
| Клекачка (Стафилея) колхидская          | Staphylea colchica)                   |
| Ковыль перистый                         | Stipa pennata                         |
| Колокольчик Отрана                      | Campanula autraniana                  |
| Лептопус колхидский (Арахна колхидская) | Leptopus colchicus (Arachne colchica) |
| Лилия кавказская                        | Lilium martagon                       |
| Лилия Кессельринга                      | Lilium kesselringianum                |
| Лимодорум недоразвитый                  | Limodorum abortivum                   |
| Мак восточный                           | Papaver orientale                     |
| Надбородник безлистный                  | Epipogium aphyllum                    |
| Овсяница Семье (длинноостная)           | Festuca sommieri (longearistata)      |
| Офрис оводоносная                       | Ophrys oestrifera                     |
| Пальцекорник трехлистный                | Dactylorhiza triphylla                |
| Пион Виттмана                           | Paeonia wittmanniana                  |
| Подснежник Воронова                     | Galanthus woronowii                   |
| Подснежник кавказский                   | Galanthus caucasicus                  |
| Подснежник широколистный                | Galanthus platyphyllus                |
| Пыльцеголовник длиннолистный            | Cephalanthera longifolia              |
| Пыльцеголовник красный                  | Cephalanthera rubra                   |
| Пыльцеголовник крупноцветковый          | Cephalanthera damasonium              |
| Рожь Куприянова                         | Secale kuprijanovii                   |
| Самшит колхидский                       | Buxus colchica                        |
| Серапиас сошниковый                     | Serapias vomeracea                    |
| Скрученник спиральный                   | Spiranthes spiralis                   |
| Срединския большая                      | Sredinskya grandis                    |
| Стевениелла сатириовидная               | Steveniella satyrioides               |
| Траунштейнера шаровидная                | Traunsteinera globosa                 |
| Тюльпан Липского                        | Tulipa lipskyi                        |
| Хмелеграб обыкновенный                  | Ostrya carpinifolia                   |
| Цикламен кавказский                     | Cyclamen coum                         |
| Шаровница (Глобулярия) волосоцветковая  | Globularia trichosantha               |
| Шафран долинный                         | Crocus vallicola                      |
| Шафран прекрасный                       | Crocus speciosus                      |
| Ятрышник клопоносный                    | Orchis coriophora                     |
| Ятрышник мужской                        | Orchis mascula                        |
| Ятрышник прованский                     | Orchis provincialis                   |
| Ятрышник пурпурный                      | Orchis purpurea                       |
| Ятрышник трехзубчатый                   | Orchis tridentata                     |
| Ятрышник шлемоносный                    | Orchis militaris                      |

## Лесничества
Парк имеет 15 лесничеств:
- Верхне-Сочинское
- Нижне-Сочинское
- Дагомысское
- Мацестинское
- Кудепстинское
- Аибгинское
- Краснополянское
- Кепшинское
- Весёловское
- Адлерское
- Головинское
- Лазаревское
- Лыготхское
- Марьинское
- Макопсинское

## Достопримечательности
| - Горные хребты и вершины - Аибга - Аутль - Ахун - Ахцу - Ачишхо - Дзыхра - Орлиные скалы - Оштен - Псеашхо - Псехако - Фишт - Чёрная пирамида - Каньоны - Агурский - Ажекский - Баркалово - Белые скалы - Корыта - Кудепстинский - Крабовый - Наджиго - Прохладный - Псахо - Сказочный - Хаджуко - Хостинский известковый - Царские ворота - Ущелья - 33 водопада - Ахцу - Ахштырское - Греческое - Дзыхра - Мамедова щель - Навалишинское - Пластунские ворота - Самшитовое - Свирское | - Пещеры - Ахунская - Ахштырская - Ацинская - Воронцовская система - Воронцовская - Долгая - Кабаний провал - Лабиринтовая - Глубокий Яр - Дагомысская - Назаровская - Пластунская - Подземная Хоста - Водопады - 33 водопада - Агурские - Ажек - Ачипсинские (водопады Братья) - Безымянный - Берендеево царство - Бзогу - Водолей - Девичьи слёзы - Дзыхра - Змейковские - Ивановский - Игристый - Изумрудные - Капибге - Кейва - Кутаркинские (Пластунские) - Мамедова щель - Мафапэ - Мацестинские (Семёновские) - Мецкетские (Киетские) - Молочный - Наджиго - Ореховский - Пасть дракона (Глубокий Яр) - Поликаря - Псыдах и Шапсуг - Самшитовые - Свирские - Ушха - Чудо-красотка | - Древности и памятники истории - Ахштырская пещера-стоянка - крепость Ачипсе - дольмены Аше - Волконский дольмен - Воронцовская пещера-стоянка - крепость Годлик - Дагомысская пещера-стоянка - Джубгинский дольмен - Кудепстинский культовый камень - погребение Лоо - крепость Мамай-Кале - Навагинский форт - дольмены Псезуапсе - мегалит Псенако - Ровнотский дольмен - Хостинская крепость - Чайные домики - дольмены Чемитоквадже - озёра - реки - сады и парки - Дендрарий - Тисо-самшитовая роща - Музей природы |

## Туризм
На базе Головинского, Лазаревского, Краснополянского и Верхнее-Сочинского лесничеств созданы центры экологического просвещения. На начало 2005 года в национальном парке — более 49 рекреационных объектов. Открыто 28 экскурсионных маршрутов, организовано 10 автостоянок.
В 2013 году в связи с постановлением Правительства РФ № 534 от 25 июня «О расширении территории Сочинского национального парка» к территории были отнесены земли лесного фонда Туапсинского лесничества и часть территории Сочинского общереспубликанского государственного природного заказника площадью 9026 гектаров. В соответствии с этим постановлением площадь Сочинского национального парка увеличилась со 193737 гектаров до 208599,85 гектаров. За 2024 год парк посетило 2,79 млн туристов, являясь вторым по посещаемости национальным парком в стране.